# Femme Fatale (песня The Velvet Underground)
Femme Fatale («роковая женщина» (итал.)) — песня американской рок-группы The Velvet Underground с их дебютного альбома 1967 года The Velvet Underground and Nico, при участии певицы Нико.

## Создание и исполнение
Песня была написана в тональности до мажор. По просьбе Энди Уорхола фронтмен группы Лу Рид написал песню о суперзвезде Уорхола Эди Седжвик. По словам Рида, когда он спросил Уорхола, что он должен написать о ней, последний ответил: «О, ты не думаешь, что она роковая женщина, Лу?», поэтому Рид написал «Роковую женщину».

Песня была записана с участием вокала Нико. Гитарист Стерлинг Моррисон говорил о ней:
«Femme Fatale» — она [Нико] всегда ненавидела это произношение . [Гнусавый голос] Нико, чей родной язык-французский, говорила: "Эта песня называется «Fahm Fatahl», а мы с Лу пели её по-своему. Нико ненавидела это. Я отвечал: «Нико, эй, это моё название, я буду произносить его по-своему».
«Femme Fatale» была записана в студии Scepter в Нью-Йорке в апреле 1966 года, когда та ещё строилась. Она была выпущена в декабре 1967 года качестве би-сайда к песне «Sunday Morning» . В следующем году она была включена в их дебютный альбом The Velvet Underground and Nico. Живая запись песни 1969 года была включена в концертный альбом Bootleg Series Volume 1: The Quine Tapes, выпущенный в 2001 году.
Песня исполнялась соло на концертах как Лу Рида, так и Нико; кроме того, кавер-версии на неё записывали Geneviève Waïte, Big Star, Трейси Торн, Propaganda, Dramarama, R.E.M., Tom Tom Club, Beef, Duran Duran, Грег Кин, Pansy Division, Teenage Fanclub, FourPlay Electric String Quartet, Ours, Эмили Симон, Angel Corpus Christi, Элиза, Hecate's Angels, Owen, The Feeling, Blondie

## Критика
Критик AllMusic Марк Деминг считал, что «Femme Fatale» была одной из четырёх лучших песен на альбоме. Американский музыкальный журналист Стивен Дэвис назвал «Femme Fatale» прекрасной песней, которая изображает яркие, противоречивые и эмоциональные подводные течения 1966 года.

## Участники записи
- Нико — ведущий вокал
- Лу Рид — соло-гитара, бэк-вокал
- Джон Кейл — фортепиано, бас-гитара
- Стерлинг Моррисон — соло-гитара, бэк-вокал
- Морин Такер — малый барабан, тамбурин